# Chlorionidea flava
Chlorionidea flava – gatunek pluskwiaka z podrzędu fulgorokształtnych i rodziny szydlakowatych. Zamieszkuje góry na zachodzie palearktycznej Eurazji, od Alp Zachodnich po Kraj Krasnodarski. Żeruje na seslerii skalnej.

## Taksonomia
Gatunek ten opisany został po raz pierwszy w 1855 roku przez P. Loewa. Wyznaczono go gatunkiem typowym rodzaju Chlorionidea. Do rodzaju tego należą jeszcze trzy opisane gatunki, spośród których najbliższym krewnym Ch. flava jest Ch. apenninica, na co wskazuje podobieństwo samczych genitaliów.

## Morfologia
Krótkoskrzydłe samce osiągają od 2,8 do 3,3 mm długości ciała, od 1,1 do 1,24 mm szerokości mierzonej na wysokości skrzydeł, od 0,7 do 0,79 mm szerokości głowy, od 1 do 1,26 mm długości przedniego skrzydła i od 0,69 do 0,8 szerokości przedniego skrzydła. U samców długoskrzydłych długość ciała dochodzi do 4,2 mm, a szerokość przedniego skrzydła do 0,94 mm. Samice są krótkoskrzydłe, osiągają od 3,24 do 2,4 mm długości ciała, od 1,26 do 1,33 mm szerokości mierzonej na wysokości skrzydeł, od 0,78 do 0,82 mm szerokości głowy, od 1,24 do 1,3 mm długości przedniego skrzydła i od 0,77 do 0,79 mm  szerokości przedniego skrzydła. Podstawowe ubarwienie ciała jest białe do żółtego, ciemnobrązowe znaki występują tylko wzdłuż żeberek na ciemieniu i na czole, gdzie przestrzenie pomiędzy nimi są pomarańczowe.
Głowa ma dłuższe niż szerokie ciemię o krawędzi wierzchołkowej pośrodku wystającej, krawędziach bocznych zaś prawie równoległych lub lekko zbieżnych. Żeberka na ciemieniu formują dłuższe niż szerokie komórki nasadowe oraz dłuższą od nich i bardzo wąską komórkę wierzchołkową. Lekko wypukłe czoło ma niemal proste żeberka boczne przechodzące pod prawie ostrym kątem w żeberka na ciemieniu. Środkowe żeberko czoła jest niezmodyfikowane, wyraźne i przechodzi na zaustek. Walcowate czułki mają szerszy niż dłuższy człon pierwszy i trzykrotnie od niego dłuższy oraz dwukrotnie dłuższy niż szeroki człon drugi.
Tułów ma przedplecze o żeberkach grzbietowo-bocznych wyraźnie rozbieżnych i skierowanych ku jego tylnej krawędzi, nie osiągając jej jednak. Długość przedplecza wynosi około ¾ długości ciemienia. Śródplecze jest pośrodku dwukrotnie dłuższe od przedplecza. Skrzydła są przezroczyste z białymi brzegami. U formy krótkoskrzydłej tylny brzeg skrzydła jest szeroko zaokrąglony.
Odwłok samca ma pygofor w widoku bocznym z prawie prostą tylną krawędzią, w widoku tylnym zaś nieco wyższy niż szeroki i na wysokości diafragmy rozszerzony z brzegami silnie wystającymi doogonowo. Rurka analna ma niezmodyfikowany, pozbawiony wyrostków kształt z lekkim wykrojeniem na krawędzi brzuszno-ogonowej. Przysadziste styliki mają poszerzone części nasadowo-środkowe i toporowate wierzchołki. Edeagus jest bocznie wklęśnięty, dobrzusznie zakrzywiony, zaopatrzony w ząbki na krawędzi brzusznej i około 5 dużych zębów w grzbietowo-wierzchołkowej części wklęśnięcia na lewej stronie. Odwłok samicy ma dużą, dłuższą niż szerszą, trójkątnawą łuskę genitalną z wklęśniętymi bokami i zaokrąglonym wierzchołkiem. Gonokoksyty ósmego segmentu odwłoka są szerokie i co najwyżej lekko wklęśnięte na krawędziach pośrodkowych.

## Ekologia i występowanie
Owad ten zasiedla głównie góry. Jest monofagicznym fitofagiem ssącym soki seslerii skalnej z rodziny traw. W zależności od warunków klimatycznych wydaje na świat jedno lub dwa pokolenia w ciągu roku. Osobniki dorosłe spotyka się od maja do października. Stadium zimującym są larwy.
Gatunek palearktyczny. Wykazany został z Francji (Préalpes de Savoie), Niemiec, Austrii, północnych Włoch (Trydent-Górna Adyga i Friuli-Wenecja Julijska), Polski (Pieniny), Czech (Morawy), Słowacji, Węgier, Serbii, Czarnogóry, Bułgarii, Grecji oraz Rosji (Kraj Krasnodarski); niepewne doniesienie pochodzi z Ukrainy. Na „Czerwonej liście gatunków zagrożonych Republiki Czeskiej” umieszczony jest jako gatunek narażony na wymarcie (VU).